# Via dall'incubo
Via dall'incubo (Enough) è un film del 2002, diretto da Michael Apted.

## Trama
Slim è una cameriera in una tavola calda di Los Angeles, dove un giorno incontra Mitch Hiller, il quale respinge un uomo maleducato che infastidiva Slim. Alla fine Slim e Mitch si sposano, hanno una figlia di nome Gracie e vivono felici in una casa costosa. Alcuni anni dopo, Slim scopre che Mitch l'ha tradita e, quando lei minaccia di andarsene, inizia a picchiarla e a minacciarla, dicendo che, visto che è lui a finanziare la famiglia, può fare quello che vuole e non porrà fine alla sua relazione, a meno che lei non voglia combatterlo.
Slim, scioccata, va dalla madre di Mitch per sfogarsi e mostrarle l'abuso, ma lei risulta poco partecipativa e lascia trasparire la propria idea, secondo cui l'abuso sia derivante dal suo comportamento. La sua collega di lavoro, nonché migliore amica Ginny, le dice di lasciarlo e sporgere denuncia, ma, quando Slim va alla polizia, c'è poco da fare per proteggerla in quanto la custodia di Gracie sarebbe condivisa e Slim non è abbastanza ricca per vincere una causa.
Mitch, venuto a conoscenza della visita di Slim alla madre e il suo sfogo dall'amica, la minaccia nuovamente facendole intendere che non avrà mai una via di uscita e che dovrà sottostare alle sue regole. Mitch non è intenzionato a lasciarla e allo stesso tempo vuole tradirla senza nascondersi. La donna si rende conto che non ha altra scelta che prendere Gracie e andarsene. Chiama i suoi amici per aiutarla a fuggire a tarda notte, ma Mitch sventa il piano, aggredendola e minacciando di uccidere lei e i suoi amici. Dopo una furiosa lite, Slim riesce ad andarsene con sua figlia e con l'aiuto di Ginny, Phil e un altro amico. 
Mitch congela e svuota i conti bancari di Slim, impedendole di affittare una stanza. Dopo averla rintracciata in un motel economico, cerca di entrare nella stanza, ma lei scappa con Gracie, trasferendosi a Seattle per stare da un vecchio amico, Joe.
Il giorno dopo, degli uomini che si fingono detective della polizia si presentano e minacciano Joe, danneggiando il suo appartamento. Slim va da suo padre, un uomo ricco ed estraneo alla ragazza, di nome Jupiter. Anche se Slim, da bambina,  gli aveva inviato diverse lettere senza ottenere risposta, Jupiter afferma di non essere a conoscenza della sua esistenza e crede che sia solo alla ricerca di soldi, come altre donne prima di lei; le offre 12 dollari. Slim e Gracie trovano quindi rifugio in una comune, dove Jupiter la contatta rivelando che i soci di Mitch lo avevano minacciato, il che aveva suscitato il suo interesse. Le manda una grossa somma di denaro, che le permette di iniziare una nuova vita sotto una nuova identità, e le chiede di contattarlo qualora avesse avuto bisogno di altro denaro.
Joe fa visita a Slim, ma Mitch, grazie all'aiuto dell'amico poliziotto Robbie, la rintraccia costringendola a scappare di nuovo con Gracie. Robbie, al contempo, la rincorre con la macchina e Slim lo riconosce per essere l'uomo che cercò di sedurla per una scommessa alla tavola calda, il giorno in cui Mitch l'aveva difesa proprio da lui. Slim, fuggita ancora una volta da Mitch e da Robbie, consulta un avvocato, avvertendolo disperata che suo marito sta cercando di ucciderla e che purtroppo non ha nessun potere per evitarlo. Si nasconde a San Francisco mettendo in salvo Gracie, mentre si allena all'autodifesa di Krav Maga. Irrompe nella nuova casa di Mitch e nasconde le sue pistole, blocca il telefono, piazza lettere false per far credere agli inquirenti che fosse lì per discutere della custodia di Gracie, e attende il suo ritorno. Quando l'uomo arriva, Slim picchia Mitch fino a fargli perdere i sensi. Non trovando però la forza di ucciderlo, Mitch la attacca di nuovo e, alla fine, lei lo fa cadere da un ballatoio, causandone la morte. La polizia considera le sue azioni come autodifesa. Slim e Gracie finalmente si riuniscono e vanno a vivere con Joe a Seattle.

## Colonna sonora
La colonna sonora di Via dall'incubo, composta da David Arnold, è uscita il 4 giugno 2002.
1. Give Me a Sign – 5:23
2. F.B.I.? – 4:40
3. New Leaf – 1:44
4. Slim and Joe – 2:03
5. Get Out of the House – 7:15
6. Goodbye Gracie – 1:43
7. Training Day – 3:11
8. Breaking In – 2:23
9. Setting the Trap – 5:42
10. Fight Club – 8:50
11. One of the Lucky Ones – 1:37

Canzoni che sono invece apparse nel film ma non sono state incluse nel CD della colonna sonora sono:
1. Sheryl Crow – All I Wanna Do
2. Jon Joyce – This Guy's in Love with You
3. Jon Joyce – I Only Have Eyes for You
4. Jewel – This Way
5. Gef Lucena – Home Sweet Home
6. Aimee Mann – Today's the Day
7. Kyf Brewer – Keep It Together
8. DJ Rap – Bad Girl
9. Jennifer Lopez – Alive ([1])

## Riconoscimenti
- 2002 - Teen Choice Awards
  - Candidatura Miglior attrice in un film d'azione/di avventura/drammatico a Jennifer Lopez
- 2002 - Stinkers Bad Movie Awards
  - Candidatura Peggior attrice a Jennifer Lopez